# Катера проекта 200
Катера проекта 200 — проект катеров, состоявших на вооружении ВМФ СССР в ходе Великой Отечественной войны. Строились в вариантах торпедного катера с металлическим и деревянным корпусами (ТМ-200 и ТД-200 соответственно) и морского охотника (ОД-200, с деревянным корпусом).

## История проектирования
В 1942 году филиал ЦКБ-32 НКСП, организованный при заводе №640 в Сосновке на реке Вятка (Кировская обл.), закончили разработку технического проекта 200 (гл. конструктор Л.Л. Ермаш). Проектом предусматривалось создание торпедных катеров с одинаковыми ТТЭ, но с различным материалом корпуса: стальным (ТМ-200) и деревянным (ТД-200). Отличительными особенностями этих проектов, по сравнению с находившимися в серийной постройке торпедными катерами дальнего действия типа Д-3, являлись: вооружение торпедными аппаратами трубчатого типа; установка авторулевого («Янтарь-2»); местное бронирование боевого поста командира и пулеметных установок. Кромке того, в этом же корпусе был спроектирован морской охотник ОД-200, предназначенный для борьбы с подводными лодками противника, а так же для охраны водного района (ОВР). 

## Участие в боевых действиях
В годы ВОВ в состав ВМФ СССР вошло 5 катеров типа ТМ-200 и 88 МО типа ОД-200, некоторые из которых участвовали в боевых действиях. Потери составили 1 МО типа ОД-200.